# Arbre du Ténéré
L'Arbre du Ténéré là tên tiếng Pháp của Cây Ténéré, từng là một cây keo (Acacia raddiana hoặc Acacia tortilis) cô độc, từng được xem là cây bị tách ly nhất trên thế giới, vì không có một cây nào khác trong vòng 200–400 kilômét. Nó từng là mốc trên các tuyến đường đàn lạc đà băng qua vùng Ténéré của sa mạc Sahara ở miền đông bắc Niger. Cây này, cùng với Arbre Perdu ("cây bị lạc") về phía bắc, là một trong ba cây nổi tiếng đến nỗi có tên trên các bản đồ tỷ lệ 1:4.000.000 trở lên, thí dụ bản đồ châu Phi của Michelin. Người Tuareg ở vùng đó đặt tên riêng cho nó là Tafăgak. Cây Ténéré đứng gần giếng sâu đến 40 mét.

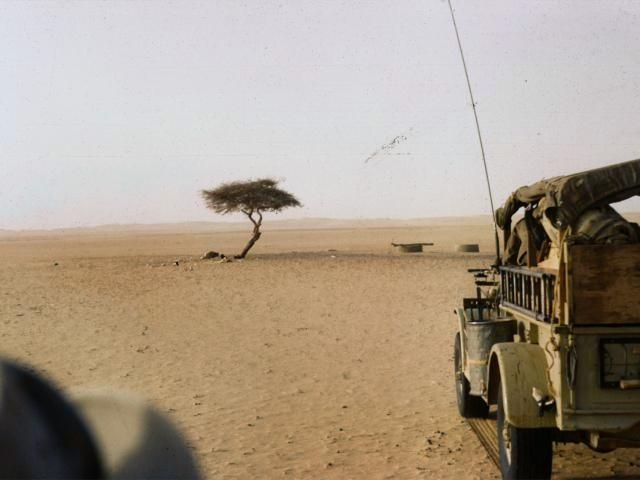
Cây Ténéré năm 1961

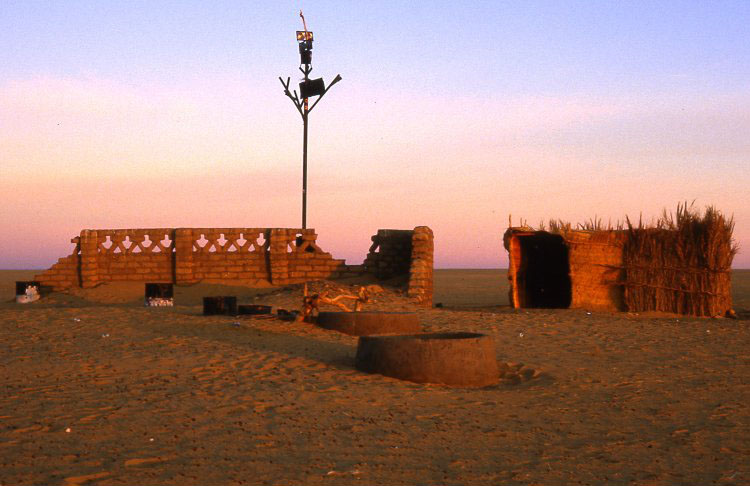
"Cây Ténéré" tháng 12 năm 1985

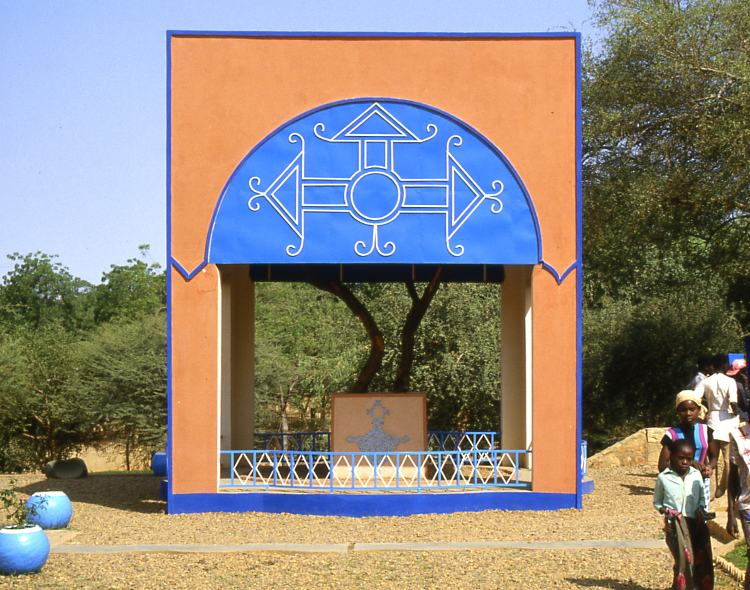
Cây Ténéré được bảo tồn ở viện bảo tàng tại Niamey.

Nó là cây duy nhất còn lại từ một nhóm cây mọc lên lúc mà sa mạc không khô khan bằng ngày nay, có lẽ là vào thế kỷ 18 (xem Sa mạc hóa). Cây này đã đứng một mình trong hàng thập niên. Vào mùa đông năm 1938–1939, lúc mà người ta đào giếng nước gần cây, họ nhận thấy rằng rễ của cây mọc tới mức nước ngầm, cách mặt đất 33–36 m, tuy trên mặt đất nó cao không tới 3 m.
Michel Lesourd, Tư lệnh A.M.M. thuộc Service central des affaires sahariennes (Sở Trung ương Sự vụ Sahara), nhìn thấy cây này ngày 21 tháng 5 năm 1939 và viết:
| “ | Người ta phải nhìn thấy Cây mới tin nổi rằng nó tồn tại. Sự huyền bí của nó là gì? Làm sao nó vẫn sống nổi mặc dù vô số lạc đà giậm chân vào gốc của nó. Làm sao vào các dịp azalai không có một con lạc đà lạc đường nào ngậm các gai và lá của nó? Tại sao các người Touareg dẫn đoàn chở muối không cắt các nhánh của nó để đốt lửa và pha trà? Chỉ có một cách giải thích là rằng cây này là một điều cấm kỵ và được những người trong đoàn bộ hành nghĩ là vậy. Có một thứ mê tín, một nội quy của bộ lạc luôn được tôn trọng. Mỗi năm những đoàn azalai hội họp chung quanh Cây trước khi lên đường băng qua Ténéré. Cây keo đã trở thành một hải đăng sống; nó là mốc đầu tiên hoặc cuối cùng cho những người azalai rời Agadez đi Bilma, hoặc trở về. | ” |

Người ta cho rằng Cây Ténéré bị đổ khi một người Libya lái xe tải hoặc xe đua Citroën đâm trúng nó vào năm 1973. Ngày 8 tháng 11 năm 1973, cây chết được đào lên và đưa đến Bảo tàng quốc gia Niger trong thủ đô Niamey. Về sau, một công trình điêu khắc bằng kim loại, phỏng theo hình cây, được xây dựng ở chỗ Cây Ténéré ngày xưa.
Đây không phải là lần đầu tiên có xe tải đâm vào cây này. Trong sách L'épopée du Ténéré, nhà dân tộc học và nhà thám hiểm Pháp Henri Lhote miêu tả hai lần gặp Cây Ténéré. Ông ấy gặp nó lần đầu tiên vào năm 1934, vào dịp xe hơi đầu tiên chạy từ Djanet tới Agadez. Lhote miêu tả nó là "cây keo có thân méo, nhìn coi vẻ ốm. Tuy nhiên, cây có lá xanh đẹp, và một vài bông hoa màu vàng". Ông ấy thăm nó một lần nữa 25 năm về sau, ngày 26 tháng 11 năm 1959 với phái đoàn Berliet–Ténéré, nhưng lần này thấy rằng nó bị xe đâm vào làm hư nát:
| “ | Trước đây, cây này xanh rì đầy hoa nở; bây giờ nó là cây gai trụi lá không có màu sắc. Tôi không thể nhận nó ra – nó từng có hai thân riêng. Bây giờ chỉ còn một, bên kia chỉ có gốc cây, bị rạch, thay vì chặt, cách mặt đất một mét. Cái gì xảy đến với cái cây bất hạnh này? Nói đơn giản, xe tải đến từ Bilma đã đâm vào nó... nhưng xe có đủ chỗ mà tránh cây... cây cấm kỵ thần thánh, cây mà không có dân du cư nào dám đụng với tay mình... cây này là nạn nhân của máy... | ” |

Năm 1974, Niger kỷ niệm một năm sau cái chết của cây này với tem thư "Cây La bàn".